# پاکسازی قومی فلسطین
پاکسازی قومی فلسطین (به انگلیسی: The Ethnic Cleansing of Palestine) عنوان کتابی است نوشته ایلان پاپه مورخ اسراییلی.
نویسنده در این کتاب به مهاجرت گسترده تعداد زیادی از فلسطینیان در جریان جنگ ۱۹۴۸ که مجبور به ترک خانه‌های خود شدند، اشاره می‌کند و آن را به پاکسازی قومی تشبیه کرده است.طبق گزارش سازمان ملل متحد، از میان ۹۰۰ هزار فلسطینی ساکن در مناطق تحت کنترل صهیونیست‌ها حدود ۷۲۵ هزار تن ناچار به مهاجرت شده‌اند.
انتشار این کتاب پس از آن میسر شد که اسراییل به رویهٔ خود در مخفی کردن اسناد مربوط به آن دوران برای ۳ دهه خاتمه داد.